# Yanic Truesdale
Yanic Truesdale (født 17. marts 1970 i Montreal, Quebec, Canada) er en canadisk skuespiller bedst kendt for sin rolle som Michel Gerard i tv-serien Gilmore Girls, en rolle, som fik Daily Variety til at nævne ham som en af "10 Actors to Watch".